# Tag des Jüngsten Gerichts
 Tag des Jüngsten Gerichts  ist ein Disstrack des deutschen Rappers Kay One gegen die deutschen Rapper Bushido, Eko Fresh, Jaysus, Shindy und Ali Bumaye. Die Veröffentlichung des Tracks erfolgte am 29. November 2014 – ungefähr ein Jahr nach der Veröffentlichung des von Bushido veröffentlichten Liedes Leben und Tod des Kenneth Glöckler.

## Inhalt

### Text
Der Track beginnt mit einem von Kay One gesprochenen Intro und einem anschließenden zusammengeschnittenen Telefonat mit Arafat Abou-Chaker. Ab der ersten Strophe erzählt Kay One über seine Anfänge als Freestyler. Dann bezichtigt er Jaysus der Lüge und berichtet von seinem ersten Kontakt mit dem Rapper Kool Savas. Anschließend rappt Kay One über den Aufenthalt bei dem Label Royal Bunker und verliert dabei wenig positive Worte über Marcus Staiger. Danach behandelt er die damalige Zeit mit Eko Fresh. Außerdem äußert er, größtenteils Eko Fresh sei für das Verfassen der Texte der Bushido-Alben Staatsfeind Nr. 1 und Von der Skyline zum Bordstein zurück verantwortlich gewesen. Danach werden Video-Mitschnitte von OJ Kingpin und Fler eingeblendet. Kay One bedankt sich bei Hakan Abi und G-Style. Dann wird ein Mitschnitt aus dem Eko-Fresh-Video Ich bin weg von Bushido gezeigt. Dann richtet Kay One noch ein paar abwertende Worte an Eko Fresh und beginnt mit der dritten Strophe. In dieser wird hauptsächlich Bushido gedisst. Außerdem äußert sich Kay One noch abwertend über Bushidos Ehefrau Anna-Maria Ferchichi, Shindy, DJ Gan-G und Ali Bumaye.

### Video
Das Video lehnt sich inhaltlich an Leben und Tod des Kenneth Glöckler an. Am Anfang wird Kay One in einem Leichensack abgeladen, kann sich jedoch befreien und plant dann seine Rache. Im Video kommen Doubles von Bushido und Shindy vor. Daneben werden einige Videoeinspieler aus früheren Zeiten, thematisch passend zum jeweiligen Text, gezeigt, unter anderem das Eko-Fresh-Video Ich bin weg von Bushido, das sich an David Hasselhoffs Skandalvideo, das ihn beim Essen eines Hamburgers im volltrunkenen Zustand zeigt, anlehnt. Im letzten Part des Videos macht Kay One Jagd auf Bushido. Man sieht ihn in der Egoperspektive mit einem Maschinengewehr. Bushido ist danach gefesselt und wird von Kay One bedroht. Anschließend bindet er ihn los und jagt ihn durch einen Wald. Am Ende richtet Kay die Waffe auf Bushido. Als das Bild schwarz wird, ist ein Schuss zu hören.

## Hintergrund

### Entstehungshintergrund
Im Jahr 2012 verließ Kay One das Label ersguterjunge. Daraufhin entstand ein Beef zwischen Bushido und Kay One. Einige Zeit später wurde auch Shindy in den Streit hineingezogen, als er, nachdem er mit Kay One ersguterjunge verließ und gegen letzteres vor Gericht aussagte, dann die Seiten wechselte und fortan Bushido unterstützte und gegen Kay One agierte. Shindy veröffentlichte anschließend den Disstrack Alkoholisierte Pädophile, in Anlehnung an Kay Ones Label AP, um sich vor der Öffentlichkeit zu rechtfertigen. Wenig später erschien der Track Nichts als die Wahrheit von Kay One, welcher, laut eigener Aussage, keinen Disstrack darstellen sollte. Noch im selben Jahr veröffentlichte Bushido das Lied Leben und Tod des Kenneth Glöckler, indem er Kay One vorwarf, seine ehemaligen Weggefährten allesamt ausgenutzt zu haben. Zuvor hatte Kay One bei stern.tv Hintergrundinformationen über den Abou-Chaker-Clan aus Berlin preisgegeben.
Mit der Zeit wandte sich ein Großteil der deutschen Hip-Hop-Szene gegen Kay One, welcher zu dieser Zeit häufig als 31er oder Verräter betitelt wurde. Nachdem der Rapper Fler äußerte, „kein Kontakt und kein Problem“ mit Kay One zu haben, wurde dieser kurzzeitig Zeuge einer Hasswelle der deutschen Rap-Szene. Außerdem nutzte Bushido letztere Aussagen als Alibi, um seine Illoyalität Fler gegenüber abzustreiten, da Bushido zu dieser Zeit mit dessen Erzfeinden Kollegah und Farid Bang zusammenarbeitete. Dann veröffentlichte Bushido sein zwölftes Studioalbum Sonny Black, auf dem auch wieder einige Sticheleien in Richtung Kay One zu hören waren. Nebenher wurde Kay One von Bushido und Shindy öffentlich mehrmals als „Hurensohn“ betitelt. Im Rahmen der Promophase für Shindys zweites Soloalbum FVCKB!TCHE$GETMONE¥ kündigte Kay One anschließend an, letztendlich doch auf den Disstrack von Bushido zu antworten und nebenbei mit einigen anderen Personen abzurechnen.

### Veröffentlichung
Das Video selbst soll laut Eigenangaben zwischen 40.000 und 50.000 Euro gekostet haben. Nach mehreren Ankündigungen wurde das Video in der Nacht vom 29. auf den 30. November 2014 auf YouTube hochgeladen. Die Veröffentlichung verzögerte sich etwas, laut Kay One aufgrund einer Störung mit der Internetverbindung, was Bushido wiederum mit einem Meme kommentierte.

### Nach Veröffentlichung
Mit der Veröffentlichung stellte Kay One einen neuen YouTube-Rekord im Deutschrap ein. Das Video erreichte in den ersten 24 Stunden drei Millionen Aufrufe und stellte damit Bushidos Rekord mit Leben und Tod des Kenneth Glöckler ein. In der Hip-Hop-Szene wurde zwar Kay Ones Technik gelobt, inhaltlich würde das Stück jedoch wenig Außergewöhnliches bieten. So wäre es in der Hip-Hop-Szene längst bekannt, dass Bushido seine Texte nicht selber schreiben würde, seine Fans wegen Kleinigkeiten verklagt oder schonmal eine schwangere Frau bedroht hat.
Anna-Maria Ferchichi, Bushidos Ehefrau, sah sich durch das Video und den dazugehörigen Text beleidigt und ließ über einen Anwalt eine Abmahnung verschicken. Kay One nahm den Clip zunächst vom Netz, schaltete ihn jedoch einen halben Tag später wieder frei.
Wenige Wochen später veröffentlichte Kay One auf Facebook erneut einen von Bushidos Anwältin erwirkten Gerichtsbeschluss und gab an, TDJG endgültig aus dem Netz nehmen zu müssen, da ihm sonst eine hohe Strafzahlung drohe.
Seitdem ist das Video nicht mehr offiziell auf YouTube.

## Musik und Texte
Für die musikalische Untermalung ist der Produzent Amaterasu verantwortlich. Der 25-minütige Track besteht aus einem Beat mit einem gesampelten Gitarrenriff.
Kay Ones Diss an Bushido, der auch weitere Personen aus seinem ehemaligen Umfeld mit einschließt, geht, nach Meinung vieler Stimmen in den Medien, an manchen Stellen zu weit. So droht Kay One Bushido Gewalt an, droht, dessen Ehefrau zu vergewaltigen, und legt sogar nahe, dass Bushido Sex mit seinen Hunden gehabt hätte. Kay One indes rechtfertigt diese Provokationen damit, dass die Vorgeschichte viel heftiger war und er selbst durch die beiden Disstracks von Shindy und Bushido ebenfalls hart angegriffen worden wäre:

„Ich hab’ ein bisschen übertrieben, das kann sein, aber ich habe gewisse Grenzen nicht überschritten, so wie seine Mutter beleidigen oder Vater beleidigen, das macht man nicht. Aber alles andere habe ich angegriffen, tut mir auch nicht leid. Was er gesagt hat, war schlimmer in meinen Augen.“